# Glencairn Parish Church

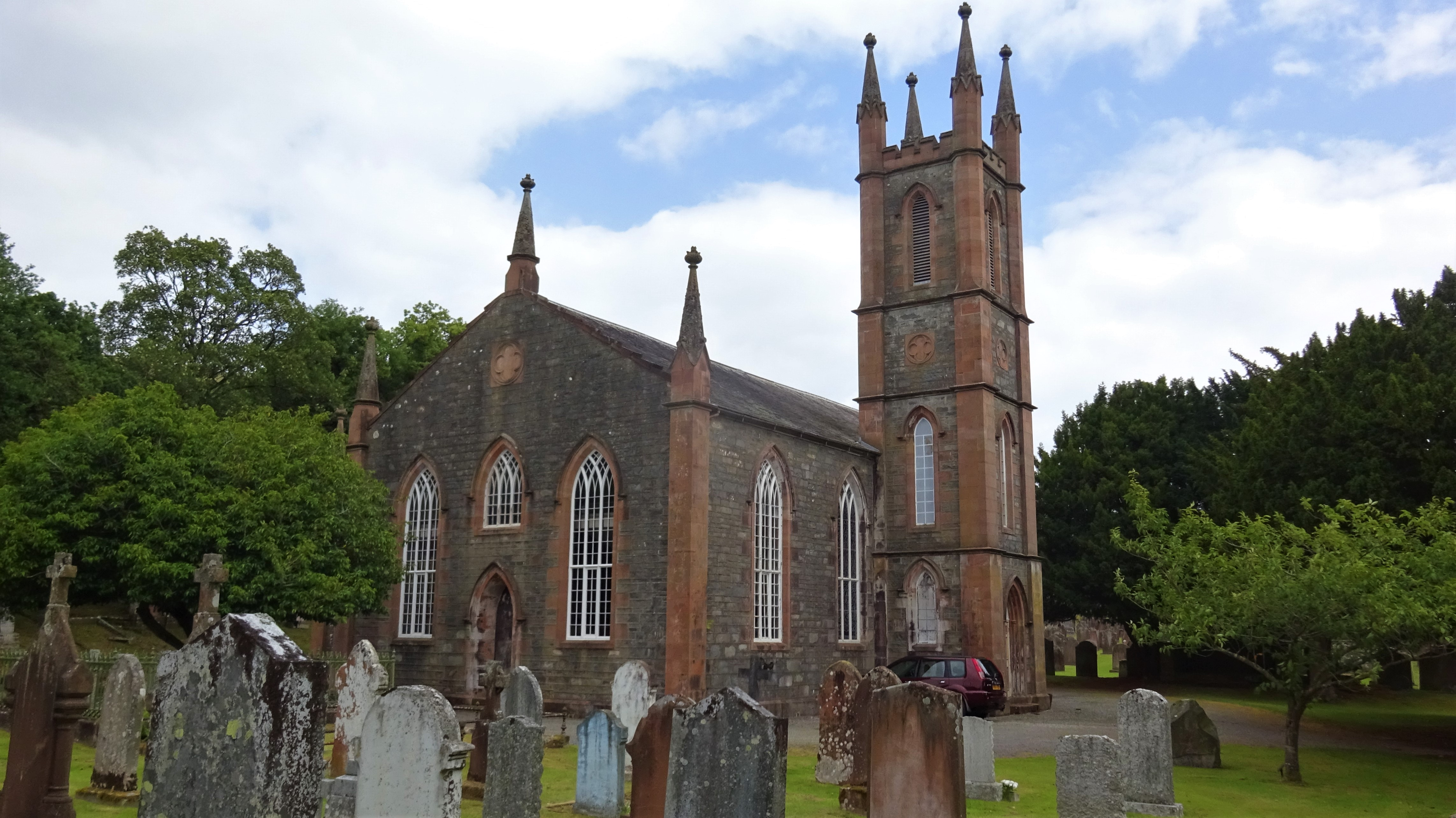
Glencairn Parish Church

Die Glencairn Parish Church, auch Glencairn and Moniaive Parish Church ist ein Kirchengebäude der presbyterianischen Church of Scotland nahe der schottischen Ortschaft Moniaive in der Council Area Dumfries and Galloway. 1971 wurde das Bauwerk in die schottischen Denkmallisten in der höchsten Denkmalkategorie A aufgenommen.

## Beschreibung
Die Glencairn Parish Church liegt an der A702 rund drei Kilometer östlich von Moniaive. Sie wurde 1836 nach einem Entwurf des schottischen Architekten William MacCandlish erbaut. Das neogotisch ausgestaltete Gebäude weist einen T-förmigen Grundriss auf. Das Mauerwerk besteht aus grob zu Quadern behauenem und zu einem Schichtenmauerwerk aufgemauertem Bruchstein mit Natursteineinfassungen. Sämtliche Gebäudeöffnungen sind spitzbogig mit bekrönenden Gesimsen.
An der Südseite ist der vierstöckige Glockenturm vorgelagert. Gurtgesimse gliedern seine Fassaden horizontal. Das Eingangsportal am Fuße ist mit profiliertem Gewände und einem Maßwerk als Kämpferfenster gestaltet. Im zweiten und vierten Obergeschoss sind Lanzettfenster eingelassen, während das dritte Obergeschoss mit blinden Vierpässen ornamentiert ist. Der Turm schließt mit einer zinnenbewehrten Brüstung. Die oktogonalen Ecktürmchen laufen in Fialen aus. Identische Türmchen mit Fialen sitzen auf sämtlichen Gebäudekanten sowie firstständig auf den Giebeln auf. Die abschließenden Satteldächer sind mit Schiefer eingedeckt.
Im Innenraum ruhen drei Galerien auf toskanischen Säulen. H. Rouw aus London gestaltete das weiße Marmordenkmal an der östlichen Wand. Es gedenkt dem 1816 verstorbenen Walter Ross Munro. Eine Bronzebüste zeigt den Geistlichen Patrick Borrowman. Die von James Paterson gestaltete Büste wurde im Jahre 1900 erschaffen und um 1960 aus einem Gebäude der Free Church of Scotland an seinen heutigen Standort verbracht. Die oktogonale Eichenholzkanzel ist neueren Datums.